# Огублений голосний середнього ряду низько-середнього підняття
Огублений голосний середнього ряду низько-середнього піднесення (англ. Open-mid central rounded vowel) — один з голосних звуків. 
Інколи називається огубленим середнім низько-середнім голосним.
- У Міжнародному фонетичному алфавіті позначається як [ɞ].
- У Розширеному фонетичному алфавіті SAM позначається як [3\].

## Приклади
| Мова        | Мова                                      | Слово     | МФА          | Значення        | Примітки                          |
| ----------- | ----------------------------------------- | --------- | ------------ | --------------- | --------------------------------- |
| Ірландська  | Ірландська                                | tomhail   | [tɞ̜ːlʲ]      | 'споживай!'     |                                   |
| Англійська  | у деяких південно-американських діалектах | good      | [ɡɞd]        | 'добре, добрий' | в інших діалектах відповідає /ʊ/. |
| Кашубська   | Кашубська                                 | ptôch     | [ptɞx]       | 'птах'          |                                   |
| Навахо      | Навахо                                    | tsosts’id | [tsʰɞstsʼɪt] | 'сім'           |                                   |
| Сомалійська | Сомалійська                               | keenaysaa | [keːnɞjsɑː]  | приносять       |                                   |